# 3688 Navajo
3688 Navajo је астероид са средњом удаљеношћу од Сунца која износи 3,226 астрономских јединица (АЈ).
Апсолутна магнитуда астероида је 14,9.